# Operação Crossroads

Detonação Able.

Detonação Baker.

A Operação Crossroads (em inglês, "encruzilhada") foi uma série de dois testes nucleares, um atmosférico e outro aquático, realizados pelos Estados Unidos no verão de 1946.

## História

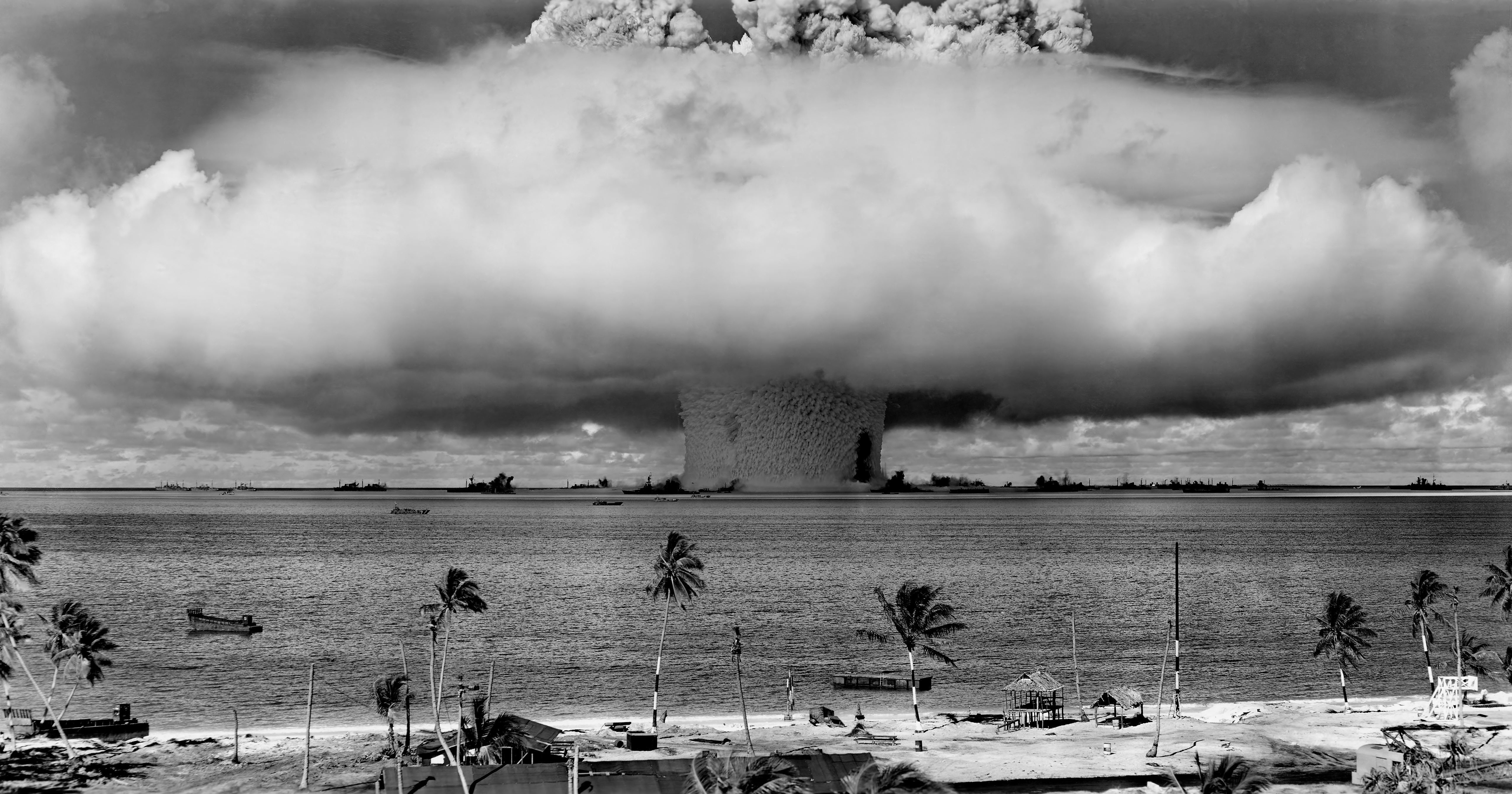
Teste nuclear submarino Baker

A série consistiu em duas detonações, cada uma com uma potência de 21 quilotons de TNT. O teste chamado Able detonou a uma altura de 158 metros, em 1 de julho de 1946. O teste chamado Baker foi realizado 27 metros abaixo da superfície do mar, em 25 de julho do mesmo ano. Estes testes foram a quarta e quinta detonação nuclear da história, após o teste Trinity e os bombardeios de Hiroshima e Nagasaki. Foram os primeiros testes levados a cabo nas ilhas Marshall e também os primeiros a ser publicamente anunciados antes, inclusive, de sua conclusão. Um terceiro teste, chamado Charlie, foi anulado devido à elevada contaminação radioativa produzida pelo teste Baker.

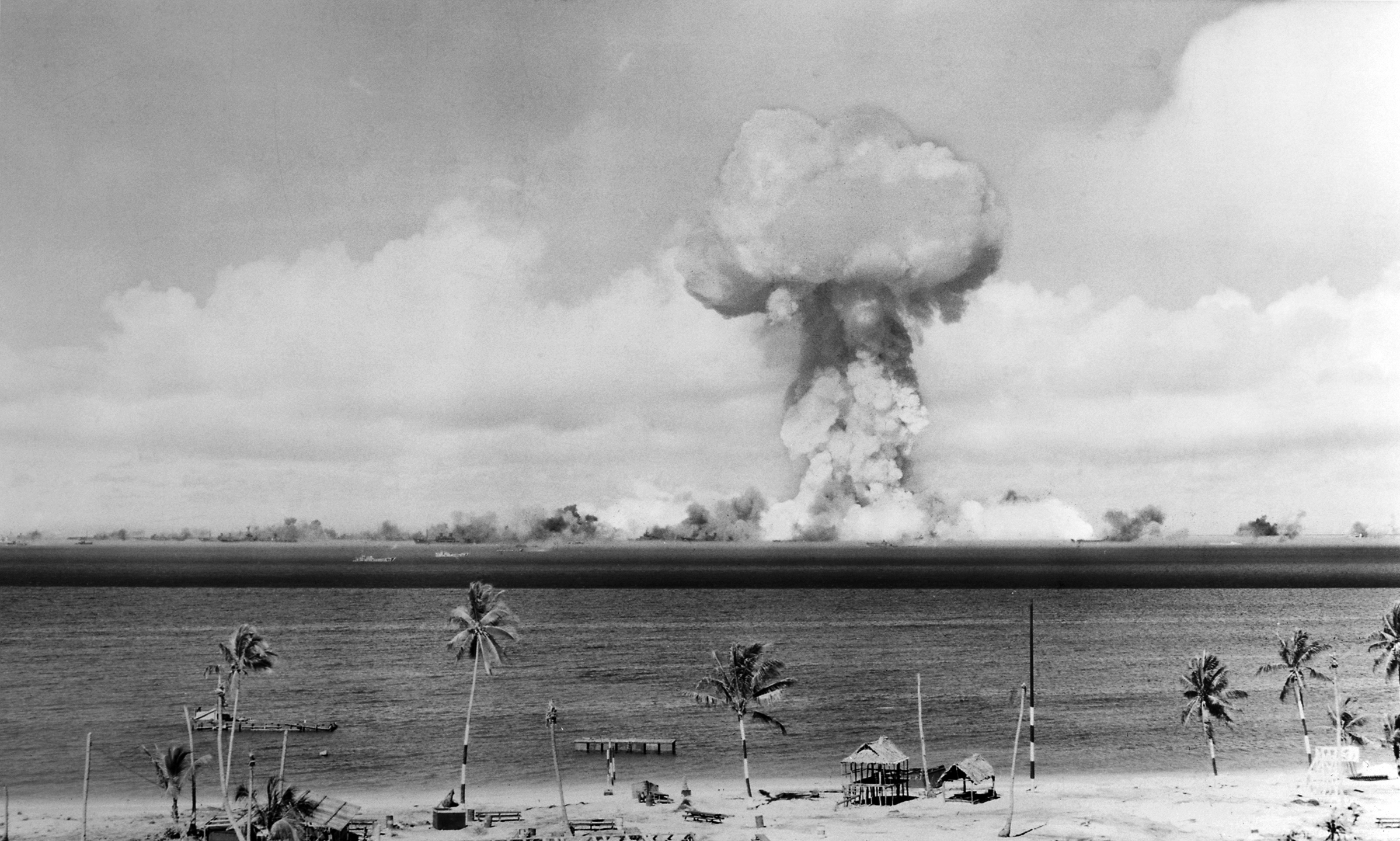
A nuvem de cogumelo gerada pelo Able.

Como parte de um total superior a noventa de "navios-alvo", participaram o couraçado japonês Nagato, o cruzador alemão Prinz Eugen, o porta-aviões estadunidense USS Saratoga e o couraçado USS Arkansas, envolvendo, no total, mais de 42 mil homens. Os testes tiveram como objetivo testar os danos a navios atingidos por detonações nucleares.

## TesteAble
Able foi uma bomba atômica detonada no dia 1 de julho de 1946, com o objetivo de testar os efeitos de uma arma de seu calibre ao ser detonada no ar em cima do mar e da frota alvo, ela foi lançada por um B-29 Superfortress e detonada a 158 metros (520 pés) de altura gerando 23 quilotons afundando apenas cinco alvos, dois na hora, o teste gerou muito desapontamento, pois foram 5 entre 22 alvos que afundaram.

### Alvos

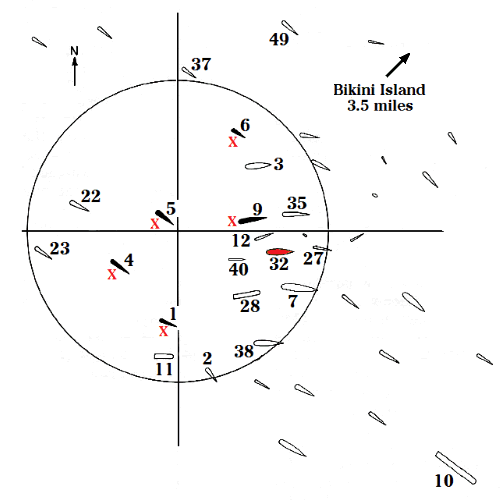
Os navios em preto acompanhados com um X vermelho afundaram, o navio em vermelho é o USS Nevada, onde a bomba deveria atingir, o circulo em preto é um raio de 1 000 jardas (914 metros)

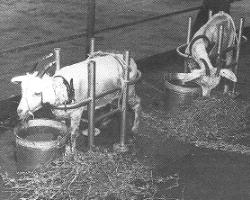
Duas cobaias.

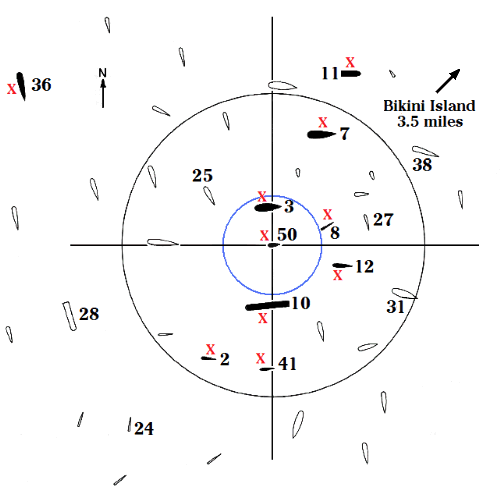
Teste Baker.

| # | Nome     | Tipo             | Distância |
| - | -------- | ---------------- | --------- |
| 5 | Gilliam  | Transportador    | 50        |
| 9 | Sakawa   | Cruzador         | 420       |
| 4 | Carlisle | Transportador    | 430       |
| 1 | Anderson | Contratorpedeiro | 600       |
| 6 | Lamson   | Contratorpedeiro | 760       |

| #  | Nome           | Tipo                  | Distância |
| -- | -------------- | --------------------- | --------- |
| 40 | Skate          | Submarino             | 400       |
| 12 | YO-160         | lubrificador Yard     | 520       |
| 28 | Independence   | Porta-aviões          | 560       |
| 22 | Crittenden     | Transportador         | 595       |
| 32 | Nevada         | Couraçado             | 615       |
| 3  | Arkansas       | Couraçado             | 620       |
| 35 | Pensacola      | Cruzador              | 710       |
| 11 | ARDC-13        | Doca seca flutuante   | 825       |
| 23 | Dawson         | Transportador         | 855       |
| 38 | Salt Lake City | Cruzador              | 895       |
| 27 | Hughes         | Contratorpedeiro      | 920       |
| 37 | Rhind          | Contratorpedeiro      | 1 012     |
| 49 | LST-52         | Lancha de desembarque | 1 530     |
| 10 | Saratoga       | Porta-avões           | 2 265     |

### Cobaias
O teste teve 109 ratos, 146 porcos, 176 caprinos e 3 030 ratos brancos ocupando trechos dos 22 navios alvos que são normalmente ocupados por pessoas. 10% dos animais morreram pela explosão no ar, 15% foram mortos pela bola de fogo, e 10% morreram durante os estudos sobre os efeitos da radiação. 35% dos animais morreram no total. Mesmo a bomba tendo errado o seu alvo (Nevada) e não contaminando ele, a cabra #119, com uma armadura morreu quatro dias depois (2 dias a mais que a cabra #53)

## TesteBaker
Baker foi uma bomba nuclear detonada com o objetivo de testar que efeitos a detonação de um artefato nuclear abaixo da linha d'água teria contra navios. Ela foi a quinta bomba nuclear da história e a primeira a ser detonada abaixo do mar. A imagem da detonação tornou-se um modelo a ser usado em vídeos detalhando explosões de bombas nucleares.

### Detonação
O objetivo da detonação da bomba denominada Baker era verificar quantos navios afundariam com a explosão. O teste foi mais bem sucedido que o realizado com a bomba Able: a detonação debaixo da água criou uma onda de choque que rompeu os cascos dos navios. A bomba foi fundeada e detonada a 27 metros abaixo da linha d'água em 25 de julho de 1946. O navio anfíbio LSM-60 estava no ponto zero e nenhuma parte identificável desta embarcação foi encontrada; presumiu-se ter sido o navio vaporizado pela bola de fogo.
Tal como ocorreu depois da detonação da Able, todos as embarcações em um raio de um quilômetro foram seriamente danificadas - desta vez, foram atingidos por baixo. Depois do teste, procedeu-se à descontaminação da área, o que se provou ser mais difícil desta vez: apenas cinco navios ficaram livres da radiação; os demais tiveram que ser afundados.

### Alvos
| N  | Nome        | Tipo                | Distância |
| -- | ----------- | ------------------- | --------- |
| 50 | LSM-60      | Anfíbio             | 0         |
| 3  | Arkansas    | Couraçado           | 170       |
| 8  | Pilotfish   | Submarino           | 363       |
| 10 | Saratoga    | Porta-Aviões        | 450       |
| 12 | YO-160      | Navio lubrificador  | 520       |
| 7  | Nagato      | Couraçado           | 770       |
| 41 | Skipjack    | Submarino           | 800       |
| 2  | Apogon      | Submarino           | 850       |
| 11 | ARDC-13     | Doca seca flutuante | 1 150     |
| 36 | Prinz Eugen | Cruzador            | 1 800     |